# Onosma zayuense
Onosma zayuense är en strävbladig växtart som beskrevs av Y. L. Liu. Onosma zayuense ingår i släktet Onosma och familjen strävbladiga växter. Inga underarter finns listade i Catalogue of Life.